# Mona Lisa (Santo & Johnny)
Mona Lisa è un album discografico di Santo & Johnny, pubblicato dall'etichetta discografica Canadian-American Records nel 1966.

## Tracce

### LP
Lato A
1. Tender Is the Night – 2:27 (Paul Francis Webster, Sammy Fain)
2. Lisa – 3:00 (Santo Farina, Johnny Farina, Ann Farina)
3. Mona Lisa – 3:00 (Jay Livingston, Ray Evans)
4. Taste of Honey – 1:45 (Bobby Scott, Ric Marlow)
5. The Shadow of Your Smile – 2:31 (Johnny Mandel, Paul Francis Webster)
6. I Got to Get Away – 3:03 (Santo Farina, Johnny Farina, Ann Farina)

Lato B
1. Michelle – 2:07 (John Lennon, Paul McCartney)
2. Ruby – 4:40 (Heinz Roemheld, Mitchell Parish)
3. Come with Me – 2:10 (Santo Farina, Johnny Farina, Ann Farina)
4. Autumn Leaves – 2:26 (Joseph Kosma)
5. Moon River – 2:55 (Henry Mancini, Al Stillman)
6. Perdonami – 2:25 (Federico Monti Arduini)

## Musicisti
- Santo Farina – chitarra steel
- Johnny Farina – chitarra
- Federico Monti Arduini – produttore